# 草嶼 (望安鄉)
23°19′11″N 119°20′11″E / 23.31968172272153°N 119.33630305968322°E
草嶼，為了與位於澎湖縣白沙鄉瓦硐村的同縣同名島嶼區隔，又稱草嶼2。為台灣澎湖縣望安鄉花嶼村的一個島嶼，面積約0.1821平方公里，是澎湖群島面積第四大的無人島（僅次於西吉嶼、姑婆嶼和白沙嶼），也是澎湖南海面積最大從未有人居住過的島嶼。島嶼位在貓嶼稍東南方約1公里處，最高處約高18公尺。草嶼目前為海、空軍的靶場，砲聲經常驚擾停留在鄰近被設為「海鳥保護區」貓嶼的鳥群。